# آلبرتو بیو
آلبرتو بیو (انگلیسی: Alberto Bello؛ ۲۲ ژوئن ۱۸۹۷ – ۱۱ دسامبر ۱۹۶۳) هنرپیشه اهل کشور آرژانتین بود. وی در طول مدت سال‌های بازیگری اش در بیش از چهل فیلم سینمایی بازی کرد.